# تپه اطراف شهر سوخته ۱۷۲
تپه اطراف شهر سوخته شماره ۱۷۲ مربوط به سده‌های میانه دوران‌های تاریخی پس از اسلام است و در شهرستان زابل، بخش شیب آب، دهستان لوتک، روستای حومه شهر سوخته، ۷/۷۵ کیلومتری جنوب غرب پایگاه باستان‌شناسی شهر سوخته واقع شده و این اثر در تاریخ ۶ اسفند ۱۳۸۵ با شمارهٔ ثبت ۱۷۵۹۲ به‌عنوان یکی از آثار ملی ایران به ثبت رسیده است.